# تونینو والری
تونینو والری (ایتالیایی: Tonino Valerii؛ ۲۰ مه ۱۹۳۴ – ۱۳ اکتبر ۲۰۱۶) کارگردان فیلم و فیلم‌نامه‌نویس اهل ایتالیا بود.
وی کارگردان فیلم‌هایی همچون دلیلی برای زندگی، دلیلی برای مرگ و به من می‌گویند هیچ‌کس بوده‌است.